# Appenheim
Appenheim – miejscowość i gmina w Niemczech, w kraju związkowym Nadrenia-Palatynat, w powiecie Mainz-Bingen, wchodzi w skład gminy związkowej Gau-Algesheim.

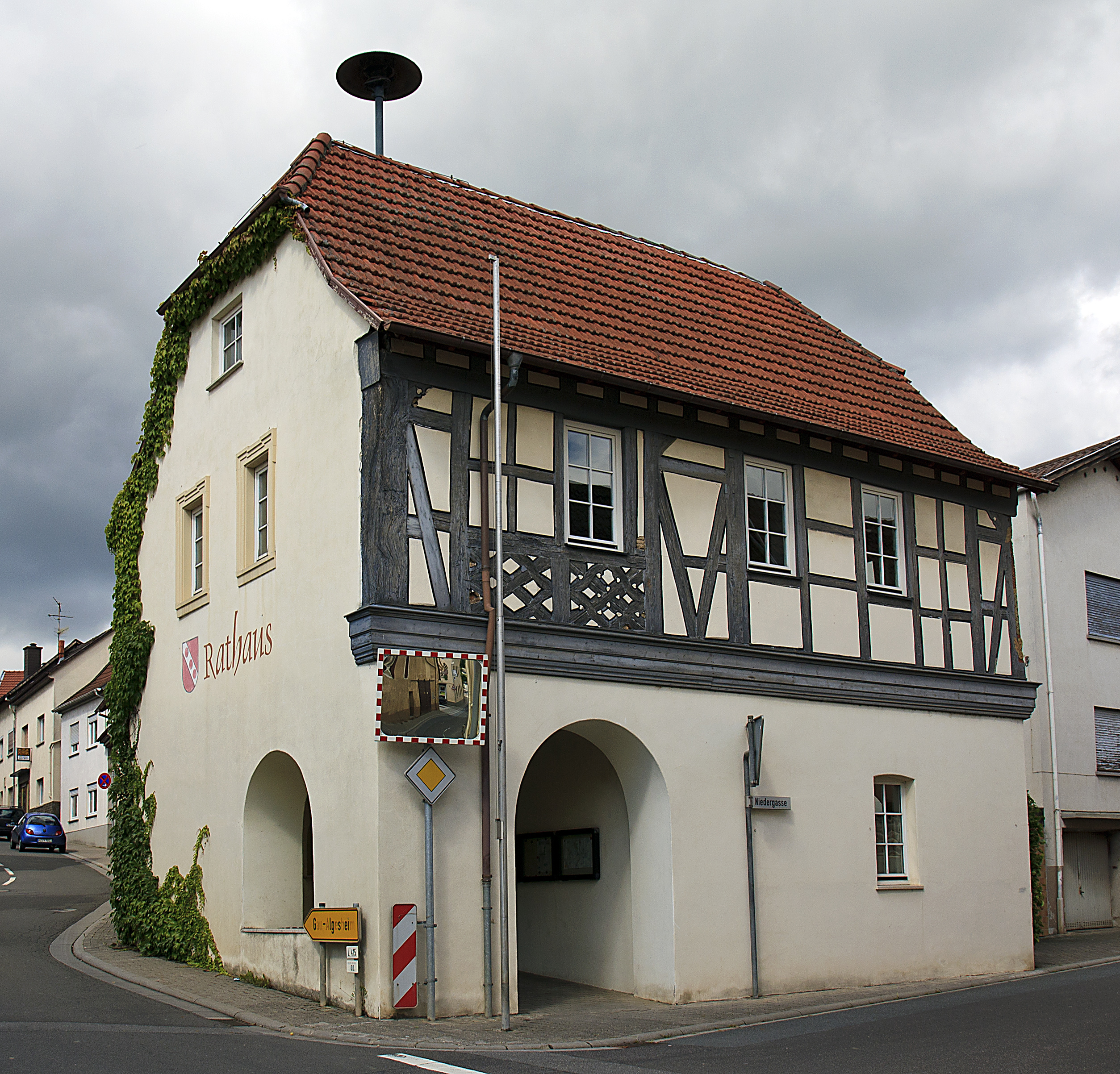
Ratusz

## Współpraca
Miejscowości partnerskie:
- Apfelstädt – dzielnica Nesse-Apfelstädt, Turyngia
- Marano di Valpolicella, Włochy